# Đau ở em bé
Liệu những em bé có cảm thấy đau hay không, vẫn là một chủ đề lớn của y học được tranh luận trong suốt nhiều thế kỷ. Trước cuối thế kỷ 19, người ta cho rằng những em bé dễ bị tổn thương hơn người lớn. Nhưng đến 1/4 cuối của thế kỷ 20, các kỹ thuật khoa học sau cùng mới chứng thực điều này,  những em bé chắc chắn có trải qua nỗi đau - và rất có thể đau còn nhiều hơn cả người lớn - điều này góp phần phát triển các phương pháp tin cậy để đánh giá và điều trị đau. Gần đây, vào năm 1999, có ý kiến, em bé không thể cảm thấy đau cho đến khi chúng được một tuổi, nhưng ngày nay người ta tin rằng trẻ sơ sinh và thậm chí thai nhi trong một tuổi thai nhất định nào đó có thể đang chịu phải cơn đau.

## Ảnh hưởng
Có những thay đổi về trao đổi chất và cân bằng nội môi là kết quả của không điều trị đau, bao gồm tăng nhu cầu oxy, kèm theo giảm hiệu quả trao đổi khí trong phổi. Điều này dẫn đến oxy cung cấp không đủ, kết quả là thiếu oxy máu tiềm ẩn. Ngoài ra, sự gia tăng dịch vị axit dạ dày kèm theo phản ứng căng thẳng thúc đẩy bởi cơn đau, nguy cơ chúng vào phổi, gây nguy hiểm cho phổi và oxy hóa mô. Trong trường hợp đau cấp tính, dai dẳng, quá trình trao đổi chất chủ yếu là dị hóa, làm giảm hiệu quả của hệ miễn dịch và phá vỡ protein do tác động của các hormone căng thẳng. Làm yếu đi quá trình chữa lành mô bị tổn thương hay bị nhiễm trùng, làm tăng tỷ lệ mắc bệnh và tử vong.
Rất khó để định lượng tác động tâm lý học thần kinh lên sự gắn kết giữa mẹ và con, sự tiếp xúc các chuyên gia y tế, hay sức khỏe tâm lý cá nhân và xã hội như thế nào. Nghiên cứu cho thấy những em bé tiếp xúc với cơn đau trong thời kỳ sơ sinh sẽ gặp nhiều khó khăn hơn. Các chuyên gia nhi khoa suy đoán rằng hành vi chống đối và tự hủy hoại của thanh thiếu niên, bao gồm tự tử, trong một số trường hợp, có thể được quy cho do tác động lâu dài của việc không được điều trị cơn đau sơ sinh.